# Sphaerellothecium gallowayi
Sphaerellothecium gallowayi är en lavart som beskrevs av Diederich 2007. Sphaerellothecium gallowayi ingår i släktet Sphaerellothecium och familjen Mycosphaerellaceae.   Inga underarter finns listade i Catalogue of Life.